# Роккаку Такайорі
Роккаку Такайорі (д/н — 9 грудня 1520) — середньовічний японський політичний та військовий діяч періоду Сенґоку, даймьо провінції Омі.

## Життєпис
Походив з знатного самурайського роду Роккаку, гілки клану Сасакі (нащадків імператора Уда). Син Роккаку Хісайорі, 11-го голови роду Роккаку. Про дату народження нічого невідомо. 1456 року після загибелі батька очолив рід. На той час становище Роккаку було складним, оскільки провінцію Омі охопив хаос, відбувалася боротьба між дрібними феодалами, монастирями, володіння самого роду виявилися сплюндрованими, а самі Роккаку на той час втратили посаду сюґо.
Роккаку Такайорі поступово став відновлювати порядок, багато часу приділяючи боротьбі з численними бандами, а також придушуючи селянські повстання. Втім найбільшого успіху досяг під час смути Онін, що почалася 1467 року. Оскільки основні війська Японії було відволічено до боротьби між західною і східною коаліціями, Такайорі розпочав політику з розширення володінь, зокрема протягом 10 років вчиняв напади на монастирі та гоккенінів, значно розширивши родинні землі. Своєю резиденцією обрав замок Каннондзі, який суттєво зміцнив. До 1477 року він вже контролював південну частину провінції Онін. У наступні 10 років стає наймогутнішим даймьо цієї провінції.
Самостійна політика Роккаку Такайорі викликала невдоволення сьогуна Асікаґа Йосіхіси, який у 1487 році виступив проти Роккаку. Останній біля табору Магарі застосував ніндзя, що раптово напали на ставку сьогуна, спричинивши загальну паніку. Внаслідок цього Йосіхіса вимушений був відступати. У 1488 році він спрямував проти такайорі нові війська під орудою Тагасі Масатіки, який взяв в облогу Каккондзі. Проте невдовзі вимушений був відступити, оскільки його власні володіння було атаковано ченцями Ікко-ікки.
У 1491 році проти Роккаку Такайорі було відправлено нове військо сьогуном Асікаґа Йосікі. В результаті Такайорі зазнав поразки й вимушений підкоритися останньому, проте зберіг усі володіння. В подальшому зберігав вірність бакуфу. Але 1493 року після повалення Йосікі виступив проти нового сьогуна Асікаґа Йосідзумі, завдавши військам останнього за підтримки Сайто Мйодзуна поразки, але 1495 року вимушений був підкоритися.
У 1500 році витратив власні кошти для проведення церемонії поховання померлого імператора Ґо-Цутімікадо. За це отримав право користуватися імператорським моном. У 1506 році зрікся влади на користь старшого сина Роккаку Удзіцуна, але продовжував фактично владарювати. У 1508 році надав підтримку поваленому сьогуну Асікаґа Йосідзумі, який втік до провінції Омі. Використовуючи цей факт зміцнив законність своїх прав на володіння Омі. Лише у 1511 році після смерті Йосідзумі визнав сьогуном Асікаґа Йосітане. Того ж року прийшов на допомогу Оуті Йорсіокі, спільно з яким було завдано поразки Хосокава Сумімото у битві при Фунаокаяма. Продовжив боротьбу з монастирями Ейґен, гілкою секти Рендзай), що зберігали численні володіння. 
1516 року повстав Адзаї Сукемаса, що зміг здобути самостійність у північній частині провінції Омі. У 1518 році помирає даймьо Роккаку Удзіцуна, тому номінальна влада передається іншому синові Роккаку Садайорі. Сам Такайорі помер 1520 року.